# Teresa Franchini
Teresa Franchini, née le 19 septembre 1877 à Rimini, et morte à Santarcangelo di Romagna le 11 août 1972, est une actrice italienne.

## Filmographie partielle
- 1942 : Via delle Cinque Lune de Luigi Chiarini : Sœur Teresa
- 1942 : La Belle Endormie (La bella addormentata) de Luigi Chiarini : Tante Agata
- 1943 : Rita da Cascia de Antonio Leonviola : mère supérieure
- 1949 : Le Mensonge d'une mère (Catene) de Raffaello Matarazzo : Anna Aniello, mère de Guglielmo
- 1950 : Bannie du foyer (Tormento) de Raffaello Matarazzo : Rosina
- 1951 : Le Fils de personne (I figli di nessuno) de Raffaello Matarazzo : Marta
- 1952 : Qui est sans péché ? (Chi è senza peccato...) de Raffaello Matarazzo : Agnese, la servante de la comtesse
- 1952 : Les hommes ne regardent pas le ciel (Gli uomini non guardano il cielo) de Umberto Scarpelli : La sœur du Pape
- 1953 : Spartacus (Spartaco) de Riccardo Freda : La mère de Spartacus
- 1953 : Angoisse d'une mère (Vortice) de Raffaello Matarazzo : Mère Supérieure
- 1953 : Nous... les coupables (Noi peccatori) de Guido Brignone : Sœur Maria
- 1953 : Larmes d'amour (Torna!) de Raffaello Matarazzo : Mère Supérieure